# Crime de lèse-majesté

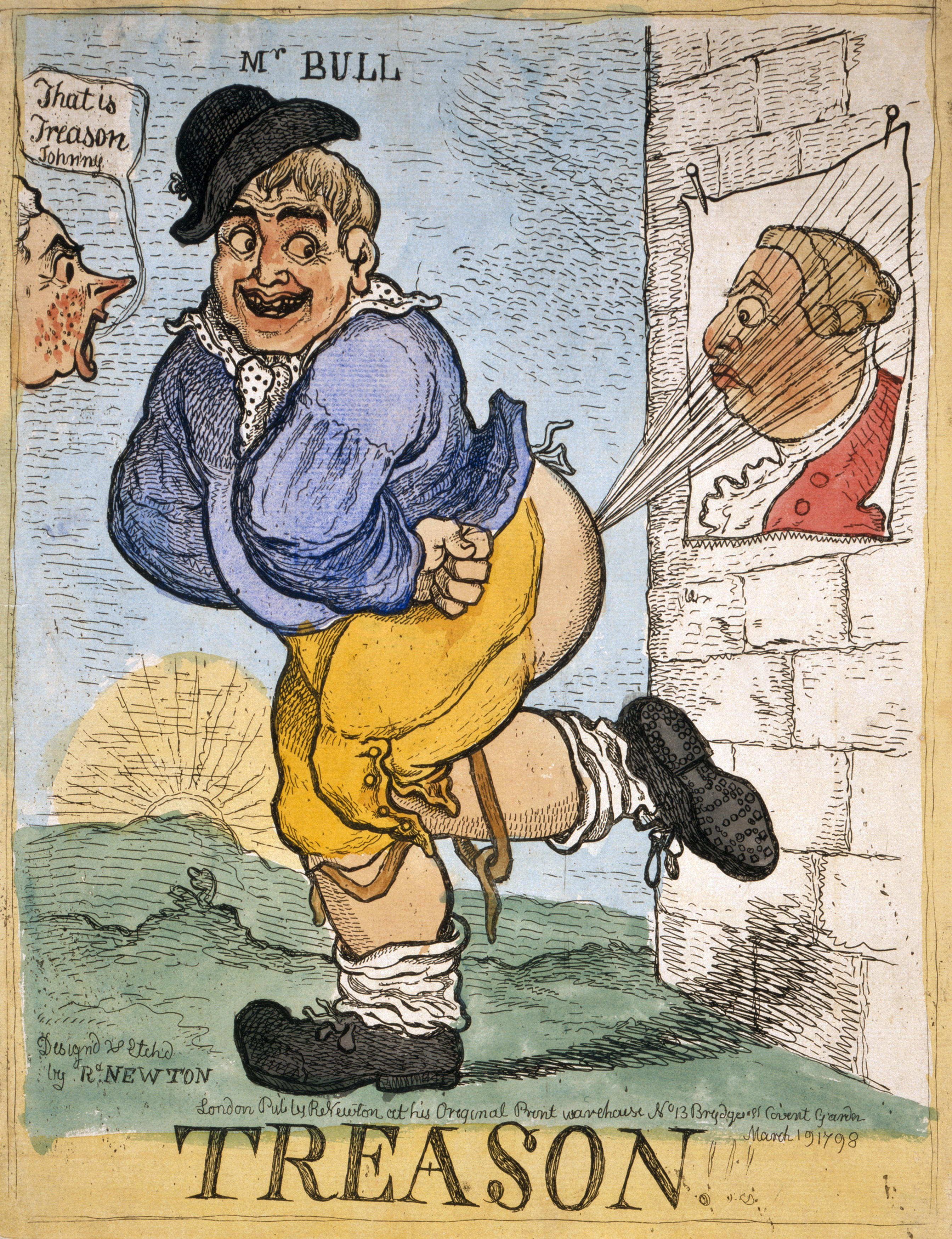
John Bull pète de manière explosive sur une affiche de George III, alors que William Pitt le Jeune, indigné, le réprimande.

Le crime de lèse-majesté est une notion mal définie qui a évolué dans le temps, recouvrant différentes qualifications juridiques. Pour l'essentiel, il était relié aux atteintes au souverain, quel qu'il soit (le peuple, un monarque, un principe fondateur, etc.), et aux signes de sa majesté (objets, décisions, personnes y compris leurs représentants, etc.).

## Historique

### Lamaiestasromaine
Ce crime apparaît à Rome sous la République sous le terme de crimen laesae maiestatis. La première loi sanctionnant ce délit pour lui-même, et non plus comme argument à charge dans le cadre d'un procès à visée plus large, est due au tribun de la plèbe Lucius Appuleius Saturninus. La loi qu'il fit alors promulguer, la lex Appuleia de maiestate, en 103 ou 100 av. J.-C., instituait des tribunaux chargés de juger ce délit en particulier. Selon Tacite (Annales, I, LXXII, 2-4), la notion de crimen maiestatis recouvrait les crimes de « trahison envers l’armée, sédition à l’égard de la plèbe, enfin mauvaise gestion des affaires publiques, nuisible à la majesté du peuple romain ». La maiestas est la grandeur du peuple romain dans son ensemble.
Cicéron emploie cette notion dans deux affaires :
- Dans sa seconde action contre Verrès (Discours, t. IV, 88), il qualifie le vol du Mercure de Tyndaris de crime de lèse-majesté (en même temps que crime de concussion, de détournement d'une propriété publique, de sacrilège et de cruauté) :
« Il y a lèse-majesté, car il a osé renverser et emporter les souvenirs de notre domination. »
- Dans sa défense de Cluentius (Pro Cluentio, 97), il emploie ce terme à propos d'une tentative de soulèvement militaire :« Il fut établi (…) qu'il avait cherché à soulever une légion en Illyrie : telle était l'action qui relevait proprement du ressort de ce tribunal, tel était le fait qui tombait sous la loi de majesté. »

Toujours selon Tacite (Annales, I, LXXII, 2-4) : seuls « les actes étaient mis en cause, les paroles restaient impunies ».

### La majesté impériale
Sous l'Empire, l'empereur devient la personnification de la maiestas du peuple romain. Tacite et Suétone montrent bien l'évolution de la notion de ce crime de lèse-majesté, sous Auguste puis Tibère, pour condamner les propos portant atteinte à la personne impériale — qui, depuis qu'Auguste a reçu la puissance tribunicienne à vie, est sacrosancta.

« Auguste le premier se couvrit de cette loi pour engager une instruction sur les libelles scandaleux, indigné par la licence de Cassius Severus qui, s’en prenant à des hommes et à des femmes de rang illustre, les avait diffamés dans des écrits insolents ; puis Tibère, consulté par le préteur Pompeius Macer sur la recevabilité des accusations pour lèse-majesté, répondit que les lois devaient être appliquées. Lui aussi avait été exaspéré par des vers anonymes qui couraient sur sa cruauté, son orgueil et sa mésintelligence avec sa mère. »

— Tacite, Annales, I, LXXII, 2-4
— Suétone, Vies des douze Césars, « Tibère », LVIII

### Au Moyen Âge (Vesiècle–XVesiècle)
L'auteur de l'attentat contre le pape Léon III avant le couronnement impérial de Charlemagne en l'an 800 fut qualifié de reus majestatis (« accusé de [lèse]-majesté »).
En 1199, avec la décrétale Vergentis in senium, le pape Innocent III bouleverse le sens du crime de lèse-majesté en y assimilant l'hérésie. Désormais, la lèse-majesté comportera une facette religieuse en qualifiant l'hérésie, le blasphème, le sacrilège, et toute autre opinion déviante.
En 1313, l'empereur Henri VII donne une définition moderne de la lèse-majesté au travers du texte Qui sint rebelles.
Le 19 avril 1314, Gauthier d'Aunay est condamné et exécuté pour avoir été l’amant de Blanche de Bourgogne, bru du roi de France Philippe le Bel, avec son frère cadet, Philippe d’Aunay également exécuté le même jour pour avoir été l'amant de Marguerite de Bourgogne, épouse du roi Louis de Navarre, héritier de la couronne de France.

### Époque moderne
En 1572, à la suite de la Saint-Barthélemy, le fomenteur des troubles, selon le roi Charles IX, l'amiral de Coligny fut jugé post mortem et condamné de crime de lèse-majesté et d'atteinte à la sûreté publique.
En 1610, François Ravaillac, condamné à l’écartèlement, fut accusé du pire des forfaits dans la hiérarchie des délits, « le crime de lèse-majesté divine et humaine au premier chef », en assassinant Henri IV.
En 1626, Henri de Talleyrand-Périgord, comte de Chalais, est impliqué dans la « conspiration de Chalais » à l’encontre du cardinal de Richelieu et de Louis XIII.
En 1632, Henri II de Montmorency est condamné pour s’être joint à la rébellion contre Louis XIII.
En 1649, Henri de la Tour d'Auvergne-Bouillon, vicomte de Turenne, voulant secourir les frondeurs, voit ses troupes l'abandonner et subit une déconfiture. En 1650, il échappe à l'arrestation dont sont victimes d'autres princes (dont Condé) et cherche l'aide des Espagnols.
En 1657, Jean-François Paul de Gondi, cardinal de Retz publie un pamphlet contre la politique étrangère de Mazarin. II s'agit de la Très humble et très importante remontrance au Roi sur la remise des places maritimes de Flandres entre les mains des Anglais, dirigée contre le traité franco-anglais du 23 mai 1657.
En 1664, Nicolas Fouquet, surintendant des Finances, est condamné après un procès qui dura de 1661 à 1664 pour avoir fomenté un plan de rébellion en bonne et due forme en corrompant des gouverneurs de place et des officiers, en fortifiant certaines de ses terres, en constituant une flotte de vaisseaux armés en guerre et en tentant d'enrôler dans son parti la Compagnie de Jésus.
En 1757, Robert-François Damiens est condamné pour son agression sanglante sur la personne de Louis XV.
Au Ghana, un rituel de mise à mort du nom d'atopere durant une journée entière existe à la cour de l'Ashantehene. Sa cruauté choque les observateurs européens.

### Contestation par les Lumières
La notion de lèse-majesté a été très violemment contestée par les Lumières :
- d'une part, en raison de la contestation de toute notion de divinité sur terre, à une époque où la lèse-majesté était explicitement liée à la religion ;
- d'autre part, en considérant que la répression de ce crime était la porte ouverte à tous les arbitraires, en raison du flou inhérent à sa définition, de sa procédure hors du droit commun (parfois même absente), et de l'absence de limite dans les châtiments possibles. De fait, certains ont utilisé ce chef pour attaquer leurs adversaires (et parfois réussi à les faire condamner), au motif par exemple que se plaindre, c'était contester une décision royale, donc s'attaquer à la majesté du roi.

Cette contestation s'est révélée efficace, la notion de lèse-majesté a fortement reculé depuis.

### Époque contemporaine
- En Belgique, l'outrage public au Roi est passible de six mois à trois ans de prison ou une amende. L'outrage public à un autre membre de la famille royale est également puni, mais par une peine moins lourde. En 2013, les parlementaires N-VA Theo Francken et Kristien Van Vaerenbergh souhaitent abolir cette loi[5]. En octobre 2021, la Cour constitutionnelle considère que cette loi est contraire à la liberté d'expression, ce qui provoque son abrogation. Cela fait suite à la demande d'extradition vers l'Espagne du rappeur Valtònyc[6].
- Au Danemark, la diffamation à l'égard de la famille royale est davantage punie par la loi que celle visant des citoyens ordinaires[7].
- En Espagne, le délit de lèse-majesté est punissable d'une amende[8]. En 2015, le tribunal constitutionnel considère que brûler un portrait du roi relève bien du même délit, passible de six mois à deux ans de prison[9].

Transformation du Roi Louis-Philippe en poire d'après les croquades de Charles Philipon, republiées sous une forme modifiée en 1834.

- En France, la révision du code pénal en 1832 a fait disparaître la mention de lèse-majesté[10]. Ce changement de 1832 a été saisi par de nombreux caricaturistes sous la monarchie de Juillet, aboutissant à un retour de la censure en 1835. Transformation du Roi Louis-Philippe en poire d'après les « croquades »[N 1] de Charles Philipon, republiées sous une forme modifiée en 1834.Un délit d'offense au plus haut représentant de l'État a cependant été réintroduit par la Troisième République. L'offense au chef de l'État fut un délit tombant sous le coup de la loi, jusqu'à son abrogation[14] lors de la promulgation de la loi no 2013-711 du 5 août 2013. Ainsi, l'autrice d'une banderole hostile à Emmanuel Macron a été poursuivie à Toulouse en 2020 pour délit d'offense au chef de l’État, avant de voir les charges classées sans suite[15].
- Au Maroc, les condamnations pour « atteinte aux sacralités » sont courantes (l'exemple du Marocain Walid Bahomanea qui a été condamné à un an de prison ferme et 10 000 dirhams (environ 1 000 euros) pour « atteinte aux sacralités », pour avoir diffusé une caricature de Damien Glez sur Facebook)[16],[17]. Le quotidien espagnol El País, daté du 16 février 2012, a été censuré au Maroc au motif de la présence de cette caricature du roi Mohammed VI.
- Aux Pays-Bas, les articles du code pénal néerlandais réprimant la lèse-majesté sont abrogés en 2018, les offenses à la dignité du souverain relèvent désormais des mêmes peines que les outrages à agent, fonctionnaire, ou toute personne en mission de service public[18]. La dernière condamnation pour ce motif remonte à 2016, lorsqu'un homme a été condamné à trente jours de prison pour avoir traité le roi Willem-Alexander de meurtrier, violeur et voleur sur le réseau social Facebook[19].
- En Thaïlande, ce crime est passible de peines de prison pouvant aller jusqu'à plusieurs dizaines d'années[20],[21]. Il s'est particulièrement renforcé à partir des années 2000[22].

- En Russie, la loi sur l'irrespect à l'égard du pouvoir, effective à partir du 29 mars 2019, prévoit une amende de 30 à 100 000 roubles, pouvant être portée à 300 000 roubles ou remplacée par une détention administrative de 15 jours en cas de récidive. En une année d'application de la loi, des Russes se sont vu infliger des amendes d'un montant total de 1 615 000 roubles, essentiellement pour avoir dénigré sur les réseaux sociaux le président du pays, Vladimir Poutine[23],[24].